# Cairo Lomellino
Cairo Lomellino (Cair in dialetto lomellino) è un quartiere del comune di Pieve del Cairo di cui rappresenta la zona occidentale.

## Storia
Cairo Lomellino appare nel XII secolo come Castrum Carii; nel 1164, come la maggior parte della Lomellina occidentale, fu sottoposto alla giurisdizione di Pavia da Federico I. Nell'ambito del dominio pavese, fu sede di podesteria. Era signoria dei conti palatini di Lomello, del ramo di Sparvara, e successivamente dei Torti; ma per matrimonio dell'erede di Torberto Torti, Franceschina, con Lorenzo Isimbardi di Pavia (circa metà del XV secolo), passò a questa famiglia, che ne rimase feudataria fino all'abolizione del feudalesimo (1797). Nel 1863 il comune prese il nome di Cairo Lomellino, ma nel 1890 fu soppresso e unito a Pieve del Cairo.